# Дарока
Дарока (исп. и араг. Daroca) — город и муниципалитет в Испании, входит в провинцию Сарагоса, в составе автономного сообщества Арагон. Муниципалитет находится в составе района (комарки) Кампо-де-Дарока. Занимает площадь 51,91 км². Население — 2300 человек (на 2010 год). Расстояние — 80 км до административного центра провинции.
Город расположен в долине реки Хилока, относящейся к бассейну Эбро. Через город проходит автодорога N-234 (Сагунто — Бургос).

## История
В I тысячелетии до н. э. на месте города находилось кельтиберское селение Дарек. В период римского владычества называлось Агирия; римляне построили здесь сильную крепость для защиты проходившей через селение дороги, соединявшей Сарагосу и Валенсию. При арабах селение получило название Калат-Дараука.
В 1120 году селение было завоёвано арагонским королём Альфонсо I Воителем. В XIV веке, во время войны Арагона с Кастилией (1356—1366), Дарока выдержала осаду войск Педро I Кастильского, после чего арагонский король Педро IV Церемонный 26 апреля 1366 года предоставил ей статус города. В 1479 году вступление Фердинанда II, женатого на королеве Кастилии Изабелле I, на престол Арагона положило начало единому королевству Испания, в составе которого оказалась Дарока.
В июне 1808 года в Дароку вошли войска Наполеона, уничтожившие бо́льшую часть доминиканского монастыря; позже в городе французы разместили постоянный гарнизон. В августе 1813 года Дарока была освобождена от французских оккупантов.
В начале XX века, после открытия железной дороги между Теруэлем и Калатаюдом, город испытал значительный экономический подъём. Позднее начались серьёзные экономические и финансовые трудности, приведшие к промышленному спаду. В настоящее время предпринимаются усилия по оживлению торговли и туризма.

## Население
| Год  | Численность | Численность   |
| ---- | ----------- | ------------- |
| 2001 | 2242        | [ 7 ]         |
| 2002 | 2194        | [ 8 ]         |
| 2004 | 2155        | [ 9 ]         |
| 2005 | 2226        | [ 10 ]        |
| 2006 | 2326        | [ 11 ]        |
| 2007 | 2274        | [ 12 ]        |
| 2008 | 2345        | [ 13 ]        |
| 2009 | 2331        | [ 14 ]        |
| 2010 | 2300        | [ 15 ]        |
| 2011 | 2313        | [ 16 ]        |
| 2012 | 2288        | [ 17 ]        |
| 2013 | 2255        | [ 18 ]        |
| 2014 | 2193        | [ 19 ]        |
| 2015 | 2113        | [ 20 ]        |
| 2016 | 2087        | [ 21 ]        |
| 2017 | 2044        | [ 22 ]        |
| 2018 | 1996        | [ 23 ] [ 24 ] |
| 2019 | 1983        | [ 25 ]        |
| 2020 | 1965        | [ 26 ]        |
| 2021 | 1914        | [ 27 ]        |
| 2022 | 1921        | [ 28 ]        |
| 2023 | 1957        | [ 29 ]        |
| 2024 | 1919        | [ 30 ]        |